# Романовський Олександр Олександрович
Олександр Олександрович Романовський (народ. 21 серпня 1984, Дніпродзержинськ) — український піаніст.

## Біографія
Навчався у Харківській середній спеціалізованій музичній школі (ХССМШІ) у Гаррі Лазаревича Гельфгата. З 1997 р. навчався у Піанистичній Академії Incontri col Maestro у Імолі (італія) у Леоніда Маргаріуса. У 2008 р. закінчив Королівський коледж музики у Лондоні (клас Дмитра Алексеєва).
У 1996 р. удостоєний Гран-прі на Міжнародному конкурсі юних піаністів Володимира Крайнєва (Україна), у 2001 р. завоював перші премії на Міжнародному конкурсі піаністів імені Бузоні та Міжнародному конкурсі піанистів у Канту (обидва у Італії). У 2011 році на XIV Міжнародному конкурсі імені П. І. Чайковского отримав IV премію та став першим володарем спеціального призу Володимира Крайнєва.
Грав у багатьох містах Росії та Європи, виступав з Симфонічним оркестром Маріїнського театру під керівництвом В. Гергієва, Російським національним оркестром під керівництвом М. Плєтньова, Великим симфонічним оркестром ім. П. І. Чайковського під керівництвом Володимира Федосєєва, а також Королівським філармонічним оркестром, Англійським камерним оркестром, Оркестром Халле, Штутгартським філармонічним оркестром, Нью-Йоркським філармонічним оркестром, Чиказьким симфонічним оркестром та іншими колективами.
Випустив чотири альбоми записів з творами Олександра Глазунова, Людвіга ван Бетховена, Роберта Шумана, Йоганнеса Брамса та Сергія Рахманінова.
На 54-й церемонії «Греммі» був номінантом у одній з класичних категорій.
Після виступу на руїнах маріупольського театру, зруйнованого російськими окупантами, Романовського було відсторонено від роботи професором в лондонському Королівському коледжі. Також з тієї ж нагоди було скасовано багато його концертів у Європі